# Geir Hitland
Geir Hitland es un deportista noruego que compitió en boxeo. Ganó una medalla de bronce en el Campeonato Mundial de Boxeo Aficionado de 1993, en el peso medio.

## Palmarés internacional
| Campeonato Mundial | Campeonato Mundial  | Campeonato Mundial | Campeonato Mundial |
| Año                | Lugar               | Medalla            | Categoría          |
| ------------------ | ------------------- | ------------------ | ------------------ |
| 1993               | Tampere (Finlandia) | Medalla de bronce  | 71 kg              |